# Centropogon lehmannii
Centropogon lehmannii är en klockväxtart som beskrevs av Alexander Zahlbruckner. Centropogon lehmannii ingår i släktet Centropogon och familjen klockväxter.

## Underarter
Arten delas in i följande underarter:
- C. l. asservatus
- C. l. lehmannii